# Стоян Попов (ВМРО)
Вижте пояснителната страница за други личности с името Стоян Попов.
Стоян Попов с псевдоним Соколов е български революционер, деец на Вътрешната македонска революционна организация.

## Биография
Стоян Попов е роден в 1895 година в село Мусомища, тогава в Османската империя, днес в България. Завършва средно образование. След 1919 година участва във възстановяването на ВМРО.
През септември 1924 година на Серския окръжен конгрес е избиран за допълнителен делегат на общия конгрес. През февруари 1925 година е делегат на Шестия конгрес на ВМРО от Серски революционен окръг.
След убийството на Александър Протогеров през 1928 година е на страната на Иван Михайлов. Участва в убийството на Дерменджиев и на Касапов от Горна Сингарлия заедно със Стоян Филипов.